# 大谷中学校・高等学校 (京都府)
大谷中学校・高等学校（おおたにちゅうがっこう・こうとうがっこう）は、京都府京都市東山区今熊野池田町にある私立の中学校・高等学校。学校法人真宗大谷学園が経営している。本山は東本願寺（真宗大谷派）。

## 沿革
- 1875年（明治8年）東本願寺により、京都府下小教校（当校の前身）が高倉六条に創立。
- 1888年（明治21年）財政難の京都府に替わって京都府尋常中学校（旧京都一中、現在の洛北高校）併設。初代校長に清沢満之を招く。
- 1893年（明治26年）京都府尋常中学校を京都府に返還し、大谷尋常中学校として再スタート。沢柳政太郎が第3代校長に就任する。
- 1894年（明治27年）大谷尋常中学校を東山今熊野の現在地に移転し、真宗第一中学寮と改める。
- 1896年（明治29年）真宗第一中学寮を真宗京都中学に改称。南条文雄が第4代校長に就任する。
- 1923年（大正12年）真宗京都中学大谷中学校に改編し、寺院子弟以外に一般生徒にも門戸を開放。谷内正順が第9代校長に就任。
- 1928年（昭和3年）北原白秋作詞、山田耕筰作曲の校歌（旧校歌）制定。創立記念日を10月1日とする。
- 1947年（昭和22年）新制大谷中学校を開設。廣小路亨が第19代校長に就任する。
- 1948年（昭和23年）新制大谷高等学校を開設する。
- 1949年（昭和24年）校章（菩提樹）を制定する。
- 1951年（昭和26年）商業科を設置する。
- 1955年（昭和30年）中学校の募集を停止する。
- 1960年（昭和35年）バタビアシステムを導入し大谷中学校を再開する。
- 1963年（昭和38年）高校にバタビアコース導入する。
- 1964年（昭和39年）創立90周年を記念して、大木惇夫作詞、清水脩作曲の校歌（新校歌）を制定する。また、日頃の自分を振り返る為の講堂礼拝が始まる。
- 1967年（昭和42年）講堂礼拝講話集 『樹心集』を創刊する（現在もなお続いている）。
- 1968年（昭和43年）知進寮（寺院の門徒生の為の寮）を開設。特別奨学生制度を導入する。
- 1969年（昭和49年）商業科の募集を停止する。
- 1974年（昭和49年）創立100周年記念式典を執行する。
- 1984年（昭和59年）創立110周年記念式典を執行する。温水プール・食堂・研修道場竣工。
- 1992年（平成4年）大谷の教育を再点検し、 『樹心』を教育理念として再認識する。
- 1994年（平成6年）創立120周年記念式典を執行する。
- 1997年（平成9年）中学が男女共学体制となる（1997年以前は男子校）。東館竣工。真城義麿が第23代校長に就任する。
- 2000年（平成12年）高校が男女共学体制となる（2000年以前は男子校）。
- 2005年（平成17年）創立130周年記念式典を執行する。
- 2006年（平成18年）西館1期（特別教室棟）竣工。
- 2007年（平成19年）西館II期（HR棟）竣工。校舎整備完了。
- 2015年（平成27年）創立140周年記念式典を執行する。
- 2019年（令和元年）新体育館（現在の智身館）が起工•着工。バタビアコースグローバルクラ発足。
- 2020年（令和2年）新体育館（現在の智身館）竣工。

## 学校理念

### ｢樹心｣　〜人と成る〜　TO BE HUMAN
本願　いのちを大切にする
聞法　自分を発見する
同朋　友と共に歩む
精進　本気でやりとげる

## 校訓
真理を尊重せよ
義務を果遂せよ
相互に敬愛せよ
不断に精進せよ

## 学科
中学校
- バタビアコースマスターJrクラス（難関国公立大学への進学をめざす）
- バタビアコースコアJrクラス（難関私立大学・国公立大学への進学をめざす）

高校
- バタビアコースマスタークラス（難関国公立大学への進学をめざす）
- バタビアコースコアクラス（難関私立大学・国公立大学への進学をめざす）
- バタビアコースグローバルクラス（世界で活躍する人となることをめざす）
- インテグラルコース（現役での大学進学をめざす）

※学年・コースを区別するために、中学校はI〜III年、高校・バタビアコースはIV〜VI年、高校・インテグラルコースはA〜C年と表記される。

## 制服
2022年4月より男女共に大幅な制服のリニューアルが行われ、男女共通性のある仕様になった。
1. 男子
  - 詰襟(学ラン)から男女共通のブレザーへ変更。
  - ポロシャツがカッターシャツへ変更。
  - 高校は青色のネクタイ、中学は赤色のネクタイを着用。
2. 女子
  - 従来の制服をベースに男女共通のブレザーへ変更。
  - スカートの他にスラックスも選択できる。
3. 正装
  - ブレザー
  - 白色カッターシャツ
  - 青色ネクタイ(高校)、赤色ネクタイ(中学)

※オプションとして、カラーシャツや女子用リボン、ニット、カーディガンなど、様々な選択ができる。

## 部活動
| - サッカー部 - 野球部 1965年 第37回 選抜高等学校野球大会 出場 - スキー部 - テニス部 - バドミントン部 - ホッケー部 1972年 第35回 全国高等学校総合体育大会ホッケー競技大会 男子優勝 - 剣道部 - 柔道部 1964年 第13回 全国高等学校総合体育大会柔道競技大会 男子団体戦優勝 - 水球部 - 卓球部 - 女子ハンドボール部 - 男子バスケットボール部 - 女子バスケットボール部 - 男子バレーボール部 - 女子バレーボール部 - 卓球部 - 陸上部 | - 生徒会執行部 - GSI部 - コーラス部 - ハレジャ部 - マルチメディア部 - 科学部 - 華道部 - 韓国言語文化部 - 競技かるた部 - 軽音楽部 - 吹奏楽部 - 写真部 - 茶道部 - 美術部 - 文芸部 - 放送部 - 歴史研究部 |

※部員数などの詳細は大谷中学高等学校HPや大谷中学校・高等学校 クラブガイドを参照

## 著名な出身者

### 仏教
- 安藤俊雄 - 元大谷大学学長、仏教学者
- 大谷光暢 - 真宗大谷派第24代門主
- 大谷暢顯 - 真宗大谷派第25代門主
- 大谷瑩誠 - 元真宗大谷派宗務総長、元大谷大学学長、東洋学者
- 金子大栄 - 元真宗大谷派宗務顧問、大谷大学名誉教授、仏教思想家
- 寺本恵真 - 元札幌大谷短期大学学長、元札幌大谷中学校・高等学校校長

### 政治
- 石井明三 - 元京田辺市長
- 武村展英 - 衆議院議員、元内閣府大臣政務官

### 芸能
- 越前屋俵太 - タレント
- 島田紳助 - 元タレント
- 透水さらさ - 元宝塚歌劇団雪組娘役
- 土建屋よしゆき - タレント
- 中岡創一（ロッチ）- お笑い芸人
- 原田まりる - タレント
- TAMAMIZU - ミュージシャン
- 高見文寧（ME:I）- アイドル
- 茶屋（空前メテオ）- お笑い芸人

### スポーツ
- 青柴憲一 - 元プロ野球選手
- 伊戸重樹 - プロバスケットボール選手
- 北村俊介 - 元プロ野球選手
- 武岡優斗 - サッカー選手
- 羽賀善夫 - 柔道家
- 波留敏夫 - 元プロ野球選手
- 福田岳洋 - 元プロ野球選手
- 堀井恒雄 - 元プロ野球選手
- 村川幸信 - 元プロ野球選手(高松中学より転校)
- 足立兼敏 - 元大学野球・高校野球指導者

### その他
- 伊井田栄吉 - ワールドホールディングス会長兼社長
- BUNBUN - イラストレーター
- 劉敏史 - 写真家

## 交通アクセス

### 鉄道
- 京阪電気鉄道（京阪）京阪本線 東福寺駅から北東へ徒歩で約5分。
- 西日本旅客鉄道（JR西日本）奈良線 東福寺駅から北東へ徒歩で約5分。

### バス
- 京都市営バス 「今熊野」（202・207・208系統）から徒歩で約1分。